# 白光辉
白光辉（1976年8月—）是一名中国律师，天津和瀛律师事务所主任、首席合伙人，中国政法大学法学士、南开大学法律硕士，中华全国律师协会民商事委员会研究员，青联委员。

## 生平
白光辉自1998年6月毕业于中国政法大学后，参加并通过全律师资格考试，投身专职律师队伍执业至今。2006年3月，发起创办天津和瀛律师事务所；同年12月，获得南开大学法律硕士学位。
白光辉在中国政法大学和南开大学学习期间培养的深厚法学功底，加之多年律师经历集聚的丰富办案经验，是其为客户提供优质法律服务的保障；白光辉律师主攻合同法、公司法、金融证券法、担保法、劳动法、知识产权法、涉外法规研究，并在疑难民商事法律研究方面有较高的理论和业务水平，尤其擅长处理疑难民商事法律事务、公司法律事务、金融非诉法律事务、涉外法律事务，在业界内、外具有相当影响力，2009、2010、2011年度连续获得“人民满意（优秀）律师”荣誉称号。

## 据悉
另悉，网路上同名异业皆号“主任”者三人：一为青海医学院附属医院肾内科主任；一为苏州市立医院北区普外科副主任；一为华南师范大学附属中学汕尾学校班主任。